# Acacia rivalis
Acacia rivalis är en ärtväxtart som beskrevs av John McConnell Black. Acacia rivalis ingår i släktet akacior, och familjen ärtväxter. Inga underarter finns listade i Catalogue of Life.